# Raniganj
Raniganj (bengali রাণীগঞ্জ) är en stad i Indien som är belägen i distriktet Barddhaman i delstaten Västbengalen. Staden, Raniganj Municipality, ingår i Asansols storstadsområde och hade 129 441 invånare vid folkräkningen 2011.